# Góra Siewierska
Góra Siewierska – wieś w Polsce położona w województwie śląskim, w powiecie będzińskim, w gminie Psary.

## Historia
Miejscowość ma metrykę średniowieczną i istnieje co najmniej od XIV wieku. Wymieniona po raz pierwszy w 1357 w dokumencie zapisanym w języku łacińskim jako Gora, 1388 Gury, 1529 Gorki .
Wieś była początkowo własnością szlachecką. W 1388 odnotowany został Miczek Rogoż z Góry. W latach 1470–1480 dziedzicami byli Maciej Ujejski herbu Nowina, Mikołaj oraz Piotr Rogożowie herbu Strzemię, którzy posiadali w miejscowości 2 folwarki. We wsi znajdowało się także 6 łanów kmiecych. Biskup krakowski posiadał w Górze majętności jeszcze przed kupnem całego księstwa siewierskiego w 1443. W XV wieku miejscowość weszła w posiadanie biskupstwa krakowskiego i znajdowała się województwie krakowskim w Koronie Królestwa Polskiego, a od unii lubelskiej z 1569 w Rzeczypospolitej Obojga Narodów. Od 1529 odnotowana w historycznych dokumentach podatkowych jako własność biskupa krakowskiego, z której pobierał on czynsz od kmieci wart 40,5 groszy i 1 ternar .
Po rozbiorach Polski miejscowość znalazła się w zaborze rosyjskim i leżała w Królestwie Polskim. W Słowniku geograficznym Królestwa Polskiego wymieniona jest jako wieś i folwark leżące w powiecie będzińskim w gminie Wojkowice Kościelne i parafii Siemonia. W 1827 w miejscowości znajdowały się 33 domy zamieszkiwane przez 155 mieszkańców. W 1881 liczba domów spadła do 31, a mieszkańców wzrosła do 252. Wieś liczyła 211 morg ziemi włościańskiej oraz 493 morg ziem należących do folwarku wraz ze Strzyżowicami. Słownik odnotował pokłady rudy żelaza leżące we wsi i okolicach.
W latach 1975–1998 miejscowość administracyjnie należała do województwa katowickiego.